# Hulstina quinquelinearia
Hulstina quinquelinearia är en fjärilsart som beskrevs av W. Warren 1904. Hulstina quinquelinearia ingår i släktet Hulstina och familjen mätare. Inga underarter finns listade i Catalogue of Life.